# Motril CF
Motril Club de Fútbol byl španělský fotbalový klub sídlící ve městě Motril. Klub byl založen v roce 1984, zanikl v roce 2012 díky finančním problémům.

## Sezóny
| Sezóna  | Úroveň | Liga     | Umístění  | Copa del Rey |
| ------- | ------ | -------- | --------- | ------------ |
| 1984–88 | 5      | Regional | —         |              |
| 1988/89 | 4      | 3ª       | 8. místo  |              |
| 1989/90 | 4      | 3ª       | 9. místo  |              |
| 1990/91 | 4      | 3ª       | 5. místo  |              |
| 1991/92 | 4      | 3ª       | 8. místo  |              |
| 1992/93 | 4      | 3ª       | 19. místo |              |
| 1993–95 | 5      | Regional | —         |              |
| 1995/96 | 4      | 3ª       | 4. místo  |              |
| 1996/97 | 4      | 3ª       | 1. místo  |              |
| 1997/98 | 3      | 2ªB      | 16. místo |              |
| 1998/99 | 3      | 2ªB      | 10. místo |              |
| 1999/00 | 3      | 2ªB      | 10. místo |              |

| Sezóna  | Úroveň | Liga | Umístění  | Copa del Rey |
| ------- | ------ | ---- | --------- | ------------ |
| 2000/01 | 3      | 2ªB  | 15. místo |              |
| 2001/02 | 3      | 2ªB  | 1. místo  |              |
| 2002/03 | 3      | 2ªB  | 20. místo |              |
| 2003/04 | 4      | 3ª   | 2. místo  |              |
| 2004/05 | 4      | 3ª   | 8. místo  |              |
| 2005/06 | 4      | 3ª   | 3. místo  |              |
| 2006/07 | 4      | 3ª   | 4. místo  |              |
| 2007/08 | 4      | 3ª   | 9. místo  |              |
| 2008/09 | 4      | 3ª   | 3. místo  |              |
| 2009/10 | 4      | 3ª   | 2. místo  |              |
| 2010/11 | 4      | 3ª   | 8. místo  |              |
| 2011/12 | 4      | 3ª   | 15. místo |              |